# Spilosoma shanghaiensis
Spilosoma shanghaiensis là một loài bướm đêm thuộc phân họ Arctiinae, họ Erebidae.